# Генд-Хале
Генд-Хале (перс. هندخاله) — село в Ірані, у дегестані Генд-Хале, у бахші Тулем, шагрестані Совмее-Сара остану Ґілян. За даними перепису 2006 року, його населення становило 2188 осіб, що проживали у складі 613 сімей.

## Клімат
Середня річна температура становить 13,85 °C, середня максимальна – 27,45 °C, а середня мінімальна – -1,91 °C. Середня річна кількість опадів – 1029 мм.
| Клімат поселення                              | Клімат поселення | Клімат поселення | Клімат поселення | Клімат поселення | Клімат поселення | Клімат поселення | Клімат поселення | Клімат поселення | Клімат поселення | Клімат поселення | Клімат поселення | Клімат поселення | Клімат поселення |
| Показник                                      | Січ.             | Лют.             | Бер.             | Квіт.            | Трав.            | Черв.            | Лип.             | Серп.            | Вер.             | Жовт.            | Лист.            | Груд.            |                  |
| Середній максимум, °C                         | 7,01             | 8,22             | 11,28            | 17,14            | 21,63            | 25,09            | 27,45            | 27,34            | 24,34            | 20,57            | 15,59            | 10,97            |                  |
| Середня температура, °C                       | 2,55             | 3,76             | 6,84             | 12,70            | 17,18            | 20,63            | 23,49            | 23,38            | 20,39            | 16,62            | 11,63            | 7,02             |                  |
| Середній мінімум, °C                          | −1,91            | −0,69            | 2,39             | 8,24             | 12,73            | 16,18            | 19,54            | 19,44            | 16,44            | 12,66            | 7,69             | 3,08             |                  |
| Норма опадів, мм                              | 108              | 83               | 80               | 50               | 42               | 26               | 21               | 51               | 110              | 168              | 152              | 138              |                  |
| Середньомісячна швидкість вітру, м/с          | 2.16             | 2.31             | 2.33             | 2.30             | 2.33             | 2.68             | 2.60             | 2.40             | 2.20             | 2.10             | 2.12             | 2.11             |                  |
| Середньомісячна сонячна радіація, кДж/м²·день | 6648             | 8817             | 10923            | 15742            | 20112            | 22759            | 23625            | 19882            | 16245            | 11004            | 8435             | 6396             |                  |
| --------------------------------------------- | ---------------- | ---------------- | ---------------- | ---------------- | ---------------- | ---------------- | ---------------- | ---------------- | ---------------- | ---------------- | ---------------- | ---------------- | ---------------- |
| Джерело:                                      |                  |                  |                  |                  |                  |                  |                  |                  |                  |                  |                  |                  |                  |